# Kārdgar Kolā
Kārdgar Kolā (persiska: كار دِر كُلا, كَردَر كُلا, كاردگَر كَلا, كاردگر كلا, كار دِگَر كُلا, Kār Der Kolā) är en ort i Iran.   Den ligger i provinsen Mazandaran, i den norra delen av landet, 140 km nordost om huvudstaden Teheran. Kārdgar Kolā ligger 140 meter över havet och antalet invånare är 546.
Terrängen runt Kārdgar Kolā är kuperad söderut, men norrut är den platt. Runt Kārdgar Kolā är det ganska glesbefolkat, med 34 invånare per kvadratkilometer. Närmaste större samhälle är Bālā Sar Rost, 18,1 km nordväst om Kārdgar Kolā. I omgivningarna runt Kārdgar Kolā växer i huvudsak blandskog.